# Sphaeridia serrata
Sphaeridia serrata är en urinsektsart som först beskrevs av James P. Folsom och Mills 1938.  Sphaeridia serrata ingår i släktet Sphaeridia och familjen Sminthurididae. Inga underarter finns listade i Catalogue of Life.